# りんごのほっぺ
りんごのほっぺ
1. 寒さでリンゴ色に赤く染まった頬。
2. 渡辺美佐子によるエッセイ。単行本『ひとり旅 一人芝居』（講談社、1987年）に収録。
3. JAよいち（余市町農業協同組合）で展開するリンゴジュースブランド。本稿で記述する

りんごのほっぺとは、JAよいち（余市町農業協同組合）で展開するリンゴジュースブランド。

## 概要
北海道余市町で生産されるリンゴを使用したストレート果汁100％のジュース。市場へ出荷できない規格外品のリンゴを加工しており、食味にはなんら問題なく、生産農家の救済措置として行ったのが始まりである。また、ハックナイン・つがる・あかね・レッドゴールド・ジョナゴールド・王林をそれぞれ使用したリンゴジュースがある。
容器は、紙パック1Lタイプ（牛乳パック）のみで内部に酸化防止の特殊加工がされ、赤いスクリューキャップ式の注ぎ口がある容器。パッケージには、オリジナルキャラクターが描かれている。

## 歴史
- 1986年、製造販売開始[1]。
- 1991年9月27日、商標登録（第2646245号、第2657509号）。

## りんごのほっぺを使用した製品

### 菊水
- 余市りんごのほっぺ冷やしラーメン（冷やし中華）

菊水で製造、販売される夏季限定の製品。生ラーメン2食入とインスタントラーメン1食入がある。
- 余市りんごのほっぺソース焼きそば

2013年3月12日、製造、販売開始。

### 北海道村
- 余市りんごのほっぺ使用りんごゼリー

かつて北海道村で製造、販売された製品。

### 北海道麦酒醸造
- りんごのほっぺチューハイ[3]

350ML缶。パッケージはジュースとほぼ同じでキャラクターも使用されている。JAよいち認定品。
2011年6月7日、北海道内のサークルKサンクスにて北海道麦酒醸造より、リンゴジュース「りんごのほっぺ」を使用したチューハイ「りんごのほっぺチューハイ」が先行発売。14日より期間限定商品として全国のサークルKサンクスで発売された後、他の小売店でも販売が開始された。